# Eugène Goupil
Charles Eugène Espéridion  Goupil (* 14. Dezember 1831 in Mexiko-Stadt; † 24. Oktober 1896) war französisch-mexikanischer Kaufmann, Philanthrop und Kunstsammler. Er erwarb am 11. April 1889 von Joseph Marius Alexis Aubin eine Sammlung von Aztekencodices und Dokumenten und ergänzte diese. Die Sammlung wurde nach seinem Tode von seiner Frau im Jahr 1898 der Bibliothèque nationale de France vermacht.

## Biografie
Goupil stammte aus einer französisch-aztekischen Familie mit guten Kontakten in Frankreich und Mexiko. Er war das erste von insgesamt elf Kindern aus der 1830 geschlossenen Ehe von Joseph Victor Ferdinand Sénateur Goupil und der spanisch-aztekischstämmigen Anna Benita Meléndez. Der Sohn seines Bruders Louis Cyriaque war der spätere Künstler Jean Charlot, seine Schwester Alice heiratete später Léon Harmel, den Sohn des kirchlich-sozialen Industriellen Léon Harmel. Goupils Großvater väterlicherseits Pierre Nicolas stammte aus der Normandie und hielt sich bereits ab 1820 immer wieder in Mexiko auf. Sein Vater erwarb 1851 den Pavillon de Sully des Neuen Schlosses von Saint-Germain-en-Laye, importierte 1853 aus Tacuba mehrere Agavenpflanzen und züchtete diese.
Goupil trat als Gewerbetreibender gewissermaßen in die Fußstapfen seines Vaters und baute die Geschäftsbeziehungen in Frankreich und Mexiko aus. Unter anderem gründete er in Chaumontel die Schmuckfirma „Perles métalliques en toutes couleurs“. Am 14. Mai 1864 heiratete er Augustine Élie, die später die sogenannte Aubin-Goupil bzw.  Boturini-Aubin-Goupil-Sammlung stiftete.

## Die Aubin-Goupil-Sammlung

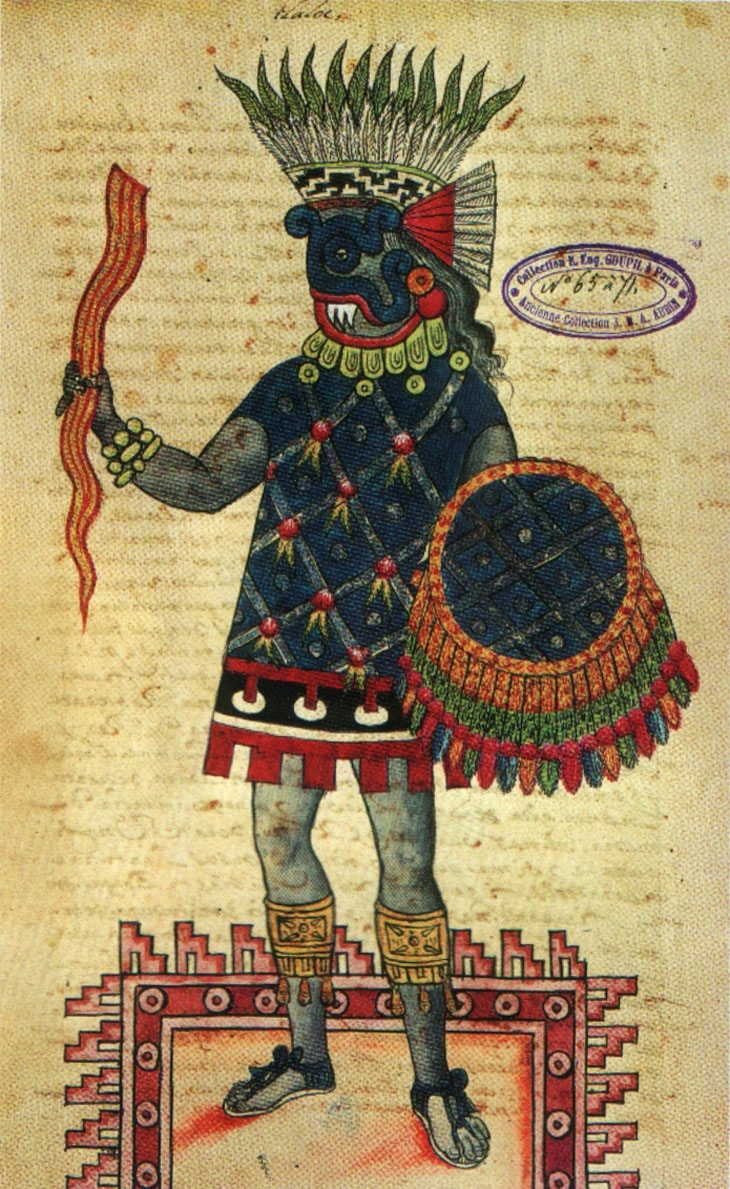
Abbildung des Regengottes Tlaloc, CollectionE. Eug. Goupil, 17. Jahrhundert

Diese Geschichte der Sammlung geht zurück auf eine Sammlung von Lorenzo Boturini de Benaducci, der sie in den Jahren von 1735 bis 1743 begonnen hatte. Als dieser 1743 arretiert wurde, wurde sie vom neuspanischen Vizekönig Pedro Cebrián y Agustín konfisziert. Sie wurden eingelagert und verwahrloste. Später übergab sie der Vizekönig Francisco de Güemes y Horcasitas, Conde de Revillagigedo I dem mit Boturini befreundeten  Historiker und Anitiquar Mariano Fernández de Echeverría y Veytia. Nach seinem Tod kam die Sammlung in die Hände des Historikers Antonio de León y Gama, nach dessen Tod in die Hände seiner Erben. 16 Gemälde der Sammlung erwarb Alexander von Humboldt bei seinem Besuch in Mexiko Anfang des 19. Jahrhunderts. Sie zählen heute zum Bestand der Staatsbibliothek zu Berlin. Teile der ursprünglichen Boturini-Sammlung befinden sich heute im Museo Nacional de Antropología, andere Teile der Boturini-Sammlung gingen an den Hobbyantiquar Pater José Pichardo. Um 1827 erwarb Aubin bedeutende Teile der Sammlung aus verschiedenen Quellen und brachte sie 1840 nach Frankreich.
Goupil, der bereits zuvor Kunststücke und Artefakte erworben hatte, erwarb die Sammlung Aubins mit 384 Manuskripten durch die Vermittlung Eugène Bobans, ein mit beiden befreundeter Kaufmann und Amerikanist, dessen vordergründiges Interesse der Verbleib der Sammlung in Frankreich war, nachdem bereits die mexikanische Regierung Interesse an der Sammlung kundgetan hatte. Aubin musste die Sammlung veräußern, da er aufgrund des Panamaskandals in finanziellen Schwierigkeiten steckte. Er handelte auch den Kaufpreis für Goupil aus, dessen Chaumonteler Firma zu diesem Zeitpunkt gerade abgebrannt war. Goupil investierte viel Zeit und Geld die Ergänzung und Reorganisation der Sammlung, für deren Organisation er Boban eingestellt hatte. Goupil hatte zwar den Wunsch geäußert, die Sammlung der Pariser Nationalbibliothek nach seinem Tode zu stiften, hatte aber zum Zeitpunkt seines Todes kein Testament hinterlegt. Trotz lukrativer Angebote folgte seine Frau seinem geäußerten letzten Willen.